# La Vieille-Loye
La Vieille-Loye è un comune francese di 383 abitanti situato nel dipartimento del Giura nella regione della Borgogna-Franca Contea.

## Società

### Evoluzione demografica
Abitanti censiti